# Rupert Allan Willis
Rupert Allan Willis (* 24. Dezember 1898 in Yarram, Victoria, Australien; † 26. März 1980 in Birkenhead, Merseyside, England) war ein australischer Pathologe und Professor an der University of Leeds.

## Leben und Werk
Willis wurde als ältester Sohn des Bankbuchhalters Benjamin James Willis und dessen Frau Mary Elizabeth Giles geb. James geboren. Er ging zunächst in seinem Geburtsort Yarram und später in Melbourne zur Schule. Danach studierte Willis an der University of Melbourne, wo er 1922 seinen B.S. und M.B. bekam. Seinen M.D. erhielt er 1929, den D.Sc. 1932. Er arbeitete zwei Jahre als Amtsarzt im Melbourner Alfred Hospital.
Am 14. Februar 1924 heiratete er die Krankenschwester Margaret Tolhurst († 1962). Das Paar lebte zunächst in Lilydale, Tasmanien. Mit seiner Frau hatte er einen Sohn und eine Tochter. 1927 ging Willis zurück nach Melbourne, wo er Chefarzt am Austin Hospital for Incurable and Chronic Diseases, Heidelberg wurde. Als eine seiner ersten Amtshandlungen entfernte er den Begriff incurable (dt. „unheilbar“) aus dem Namen der Klinik. Intensiv beschäftigte er sich mit Krebserkrankungen und führte hunderte von Obduktionen an Krebspatienten durch. 1930 wurde er Chef-Pathologe am Alfred Hospital. Für seine erste Monographie The Spread of Tumours in the Human Body (1934) erhielt er 1935 den David Syme Research Prize. In seinem Werk beschreibt er die Tumor Dormancy und prägte damit diese Bezeichnung.
1945 wurde Willis zum Professor für humane und vergleichende Pathologie am Hunterian Museum des Royal College of Surgeons of England in London ernannt. 1948 ging er als Leiter der Pathologie an das Royal Cancer Hospital in Fulham und 1950 als Professor für Pathologie an die University of Leeds. Krankheitsbedingt musste er 1955 in den Ruhestand gehen. Er ließ sich in Nancledra (Cornwall) nieder, wo er ein privates Labor unterhielt, das vom Medical Research Council finanziert wurde. Eines der Hauptprojekte war dabei die Erforschung der Auswirkungen von Tabakrauch auf das Lungengewebe von Ratten. 1969 zog er nach Heswall (Cheshire).

## Veröffentlichungen (Auswahl)

### Bücher
- R. A. Willis: Pathology of tumours. Butterworths, 1967
- R. A. Willis: Teratomas. National Academies, 1951
- R. A. Willis: Spread of tumours in the human body. J. & A. Churchill, 1934
- R. A. Willis: The pathology of the tumours of children. Oliver and Boyd, 1962

### Fachartikel
- R. A. Willis: The unusual in tumour pathology. In: Can Med Assoc J 97, 1967, S. 1466–1479. PMID 6061610; PMC 1923665 (freier Volltext).
- R. A. Willis: The homografting of fracture callus in rats. In: J Pathol Bacteriol 79, 1960, S. 115–121. PMID 13844987
- R. A. Willis: The growth of young embryos transplanted whole into the brain in rats. In: J Pathol Bacteriol 76, 1958, S. 337–342. PMID 13588469
- R. A. Willis: Squamous-cell mammary carcinoma of predominantly fibrosarcoma-like structure. In: J Pathol Bacteriol 76, 1958, S. 511–515. PMID 13588487
- R. A. Willis: The borderland of embryology and pathology. In: Bull N Y Acad Med 26, 1950, S. 440–460. PMID 15426876; PMC 1930017 (freier Volltext)
- R. A. Willis: Tumor seminar. In: Tex State J Med 46, 1950, S. 611–638. PMID 15431193
- R. A. Willis: The pathology of osteoclastoma or giant-cell tumour of bone. In: J Bone Joint Surg Am 31B, 1949, S. 236–240. PMID 18150538
- R. A. Willis: Teratomas and Mixed Tumours in Animals and their Bearings on Human Pathology. In: Proc R Soc Med 40, 1947, S. 635–636. PMID 19993638; PMC 2184023 (freier Volltext)
- R. A. Willis: Comments on sacrococcygeal teratomas. In: Proc R Soc Med 40, 1947, S. 879–880. PMID 18919289; PMC 2184295 (freier Volltext).
- R. A. Willis: Metastatic neuroblastoma in bone presenting the Ewing syndrome, with a discussion of "Ewing’s sarcoma". In: Am J Pathol 16, 1940, S. 317–332. PMID 19970507; PMC 1965133 (freier Volltext).
- R. A. Willis: Metastatic Tumours in the Thyreoid Gland. In: Am J Pathol 7, 1931, S. 187–208. PMID 19969962; PMC 2062637 (freier Volltext).